# Inelec
Inelec románul: Ineleț, falu Romániában, a Bánságban, Krassó-Szörény megyében.

## Fekvése
Bogoltény (Bogâltin) mellett fekvő település.

## Története
Inelec románul: Ineleţ, korábban Bogoltény (Bogâltin) része volt. 1956-ban vált külön településsé 35 lakossal.
1966-ban 67 lakosából 66 román, 1 magyar volt.
1977-ben 48, 1992-ben 47, a 2002-es népszámláláskor 24 román lakosa volt.